# منشور ونیز
منشور ونیز با نام کامل منشور جهانی ونیز برای حفاظت از آثار تاریخی منشوری بین‌المللی برای نگهداری و مرمت آثار باستانی است که در سال ۱۹۶۴ در ونیزتصویب گردید و راهکارها و سیاست‌های مرمت آثار باستانی را تعیین می‌کند.
اولین تلاشها برای تصویب منشور بین‌المللی مرمت آثار باسنتانی، به ۱۹۵۷ باز می‌گردد. شورای بین‌المللی ابنیه و محوطه‌ها یا ایکوموس نقش اساسی در تصویب این منشور داشت.